# Maria Yoshida
Maria Yoshida (ur. w Miyako w Japonii; zm. 10 września 1622 na wzgórzu Nishizaka w Nagasaki) – błogosławiona Kościoła katolickiego, japońska męczennica, ofiara prześladowań antykatolickich w Japonii.

## Życiorys
Jej mężem był Jan Yoshida Shōun. Maria Yoshida należała do Bractwa Różańcowego.
W Japonii w okresie Edo (XVII w.) doszło do prześladowań chrześcijan. W swoim domu Maria Yoshida wraz z mężem udzielała schronienia misjonarzom katolickim. Dnia 14 marca 1614  aresztowano tam dominikanina Alfonsa de Mena. Do więzienia trafił również jej mąż, który za ukrywanie misjonarzy został spalony żywcem w 1619. Maria Yoshida została ścięta z powodu wiary 10 września 1622 na wzgórzu Nishizaka w Nagasaki.
Została beatyfikowana razem z mężem w grupie 205 męczenników japońskich przez Piusa IX w dniu 7 lipca 1867 (dokument datowany jest 7 maja 1867)
Dniem jej wspomnienia jest 10 września (w grupie 205 męczenników japońskich).